# Aphytis mimosae
Aphytis mimosae är en stekelart som beskrevs av Debach och Rosen 1976. Aphytis mimosae ingår i släktet Aphytis och familjen växtlussteklar.
Artens utbredningsområde är Etiopien. Inga underarter finns listade i Catalogue of Life.